# Campeonato Esloveno de Futebol de 2006-07
O Campeonato Esloveno de Futebol de 2006-07, oficialmente em Língua eslovena e por questões de patrocínio "Telekom Slovenije Liga 06/07", (organizado pela Associação de Futebol da Eslovênia) foi a 16º edição do campeonato do futebol de Eslovênia. Os clubes jogavam em turno e returno - duas vezes. O campeão se classificava para a Liga dos Campeões da UEFA de 2007–08 e o vice e o terceiro se classificavam para a Copa da UEFA de 2007–08. O último colocado era rebaixado para o Campeonato Esloveno de Futebol de 2007-08 - Segunda Divisão. O penúltimo jogava playoffs com o vice campeão do ascenso.

## Participantes
| Equipe       | Cidade      | Região               | No ano anterior                                                                                     | Estádio                         | Capacidade | Títulos                                                              | Participações |
| ------------ | ----------- | -------------------- | --------------------------------------------------------------------------------------------------- | ------------------------------- | ---------- | -------------------------------------------------------------------- | ------------- |
| Celje        | Celje       | Savinjska            | Sexto Lugar                                                                                         | Estádio Skalna Klet             | 2.500      | 0 (não possui)                                                       | 16            |
| Gorica       | Nova Gorica | Goriška              | Campeão                                                                                             | Parque Desportivo Gorica        | 3.066      | 4 (1995-96, 2003-04, 2004-05, 2005-06)                               | 16            |
| Maribor      | Maribor     | Podravska            | Quarto Lugar                                                                                        | Estádio Ljudski vrt             | 12.435     | 7 (1996-97, 1997-98, 1998-99, 1999-2000, 2000-01, 2001-02, 2002-03)) | 15            |
| Primorje     | Ajdovščina  | Goriška              | Oitavo Lugar                                                                                        | Estádio Municipal de Ajdovščina | 1.630      | 0 (não possui)                                                       | 15            |
| Koper        | Koper       | Litoral-Kras         | Terceiro Lugar                                                                                      | Estádio Bonifika                | 4.047      | 0 (não possui)                                                       | 13            |
| Domžale      | Domžale     | Eslovénia Central    | Vice Campeão                                                                                        | Parque Desportivo Domžale       | 3.212      | 0 (não possui)                                                       | 8             |
| Drava        | Ptuj        | Podravska            | Quinto Lugar                                                                                        | Estádio Municipal de Ptuj       | 1.592      | 0 (não possui)                                                       | 4             |
| Bela Krajina | Črnomelj    | Eslovénia do Sudeste | Ganhador dos playoffs contra clube pelo Campeonato Esloveno de Futebol de 2005-06 - Segunda Divisão | Estádio Loka                    | 1.517      | 0 (não possui)                                                       | 3             |
| Nafta        | Lendava     | Pomurska             | Sétimo Lugar                                                                                        | Parque Desportivo Lendava       | 2.000      | 0 (não possui)                                                       | 4             |
| Interblock   | Liubliana   | Eslovénia Central    | Acesso pelo Campeonato Esloveno de Futebol de 2005-06 - Segunda Divisão                             | Parque Desportivo Štefan Bele   | 500        | 0 (não possui)                                                       | 1             |

## Campeão
| Campeão Esloveno 2006-07              |
| ------------------------------------- |
| Domžale (Domžale) (1º título) Campeão |